# 天爵
天爵，儒家術語，由孟子提出，仁義忠信的品德。天爵是精神上的爵位，毌須任何人封賞，亦無法繼承。天爵即人自身所具有的道德原则与人格品质，操存舍亡皆在我者也。

## 定義
爵，貴也。仁義忠信，樂善不倦，都是人的天性，這種人性中先天本有的尊貴，則是天爵。儒家認為，要獲得人爵，可從修天爵以獲得。如《中庸》所言：「故大德必得其位，必得其祿」。然而，即使得到人爵，仍然不能棄天爵而不顧，否則得到的人爵都會不保。

## 天爵論
柳宗元認為，孟子所提出的天爵仍然未盡。他認為，自然界賦予了「剛健之氣」和「純粹之氣」，這種表現為人的意志和理智。用理智力「敏而求之」，靠意志力「為之不厭」，即可不斷提高道德水平以成就「天爵」。